# Accountant-administratieconsulent
Een accountant-administratieconsulent (AA) is in Nederland een accountant die staat ingeschreven in het accountantsregister van de NBA. In Nederland is accountant-administratieconsulent een bij wet geregeld beroep. De afkorting AA is een wettelijk beschermde beroepstitel en wordt niet vóór de naam van de persoon geschreven, maar erachter (drs. Voornaam Achternaam AA). De accountant-administratieconsulent met certificeringsbevoegdheid is vergelijkbaar met de bedrijfsrevisor in België.
Tot 1 januari 2013 hadden de accountants-administratieconsulenten een eigen beroepsorganisatie, de Nederlandse Orde van Accountants-Administratieconsulenten (NOvAA). De NOvAA is op die datum gefuseerd met het NIVRA tot de Nederlandse Beroepsorganisatie van Accountants (NBA), die in 2015 het precidaat 'Koninklijk' kreeg en sindsdien de Koninklijke Nederlandse Beroepsorganisatie van Accountants (NBA) heet.

## Werkzaamheden van een AA-Accountant
Een AA-accountant is belast met verscheidene soorten werkzaamheden;
- fiscale adviezen;
- administratie;
- opstellen jaarrekening;
- afgeven van een verklaring.

Het is voor een AA mogelijk een certificeringsbevoegdheid te krijgen. Deze inschrijving met certificeringsbevoegdheid geeft de accountant-administratieconsulent de wettelijke bevoegdheid om een verklaring (accountantsverklaring) af te geven over de getrouwheid van een jaarrekening. Na een vergunning van de Autoriteit Financiële Markten (AFM) kan een AA ook een verklaring afgeven voor een Organisatie van Openbaar Belang (OOB). Dat is een beursgenoteerd bedrijf, bank of verzekeraar.

## Verschillen tussen AA en RA
Een AA-accountant is hoofdzakelijk actief in de mkb-sector. Een RA-accountant (registeraccountant) is hoofdzakelijk actief bij OOB's en grote ondernemingen.
Bedrijven worden gesegmenteerd in klein, middelgroot en groot. De segmentatie is afhankelijk van: totaal van de activa, gemiddeld aantal werknemers, en omzet. Middelgroot en klein worden vaak samen midden- en kleinbedrijf genoemd. Aan de jaarrekening van mkb-bedrijven worden lichtere eisen gesteld dan aan die van OOB's.
In 2016 is een nieuwe opleidingstructuur van kracht geworden. De titel AA is hierin voorbehouden aan accountants die via een opleiding in het hbo worden opgeleid, de titel RA voor accountants die worden opgeleid via het wo. Beide titels kennen een assurance-variant (met certificeringsbevoegdheid voor de jaarrekening) en een accountancy-variant (zonder certificeringsbevoegdheid). De accountancyvariant kan uitgesplitst worden in accountancy-mkb en accountancy-finance.

## Opleiding
Een accountantsopleiding moet beschikken over een aanwijzing van de Commissie Eindtermen Accountantsopleiding. Op haar website publiceert de CEA welke opleidingen een aanwijzing hebben.
De opleiding tot Accountant-administratieconsulent kent zowel een theorie- als een praktijkdeel. Het theoriegedeelte duurt, afhankelijk van de vooropleiding, ongeveer zes jaar. Het praktijkgedeelte beslaat drie jaar en wordt gevolgd bij een stagebureau.
Studenten die voor 2016 aan de opleiding zijn begonnen kunnen tot 2019 (theoretische opleiding) resp. 2021 (praktijkopleiding) hun opleiding nog afronden als AA met certificeringsbevoegdheid.
In december 2015 publiceerde de Commissie Eindtermen Accountantsopleiding de "Eindtermen accountantsopleiding 2016". Deze zijn gebaseerd op de nota "Vakbekwaamheid Verzekerd" en het nieuwe beroepsprofiel dat aangenomen is door de NBA. Deze eindtermen herintroduceren de AA zonder certificeringsbevoegdheid voor de jaarrekeningcontrole. Vanaf 2016 worden studenten volgens deze nieuwe eindtermen opgeleid.
In de praktijk bieden de universiteiten de RA-opleiding aan met de oriëntatie assurance. De hbo-instellingen bieden de AA-opleiding aan met de oriëntatie accountancy-mkb. Naast deze opleidingen die aangeboden door instellingen die onder de WHW vallen, zijn er twee andere instellingen die de AA-opleiding aanbieden: Full.Finance biedt de accountancy-mkb opleiding aan en hboA&A de opleidingen accountancy-mkb en accountancy-finance.

## Engelse benamingen
Aangezien niet alleen in Nederland, maar ook in veel andere landen, de accountantstitel beschermd is, wordt aanbevolen om de titel "Accountant-administratieconsulent" niet te vertalen naar een accountantstitel die in andere landen wordt gebruikt. Aanbevolen wordt om te kiezen voor een weergave van de bevoegdheid van de Accountant-administratieconsulent: ‘The Accountant-administratieconsulent (when working for an accountancy firm that has been granted a permit by the Dutch Authority for the Financial Markets (AFM)) is (in conformity with Directive 2006/43/EC on statutory audits of annual accounts and consolidated accounts) allowed to be instructed to carry out statutory audits.’

## Wettelijke eisen
Accountants-administratieconsulenten zijn gebonden aan strenge wettelijke eisen met betrekking tot de uitvoering van hun vak. Daarnaast kent de NBA een gedragscode, de Verordening gedragscode genoemd, die aanvullende eisen stelt.
Per 26 januari 2007 zijn de COS (Controle- en Overige Standaarden) van toepassing geworden. Daarmee zijn de RAC's (Richtlijnen voor de Accountantcontrole) komen te vervallen. De COS is op 1 juli 2007 omgezet in de Nadere voorschriften COS.
Daarnaast zijn de eerdere Gedrags- en beroepsregels Accountants-Administratieconsulenten (GBAA) eveneens komen te vervallen. Deze zijn vervangen door de VGC (Verordening Gedragscode) die aansluit op de internationale richtlijnen (de Code of Ethics) van de International Federation of Accountants (IFAC). Nieuw is de zogenaamde ‘accountant in business’, die aan minder eisen op het gebied van permanente educatie hoeft te voldoen. Fundamentele beginselen waaraan iedere accountant behoort te voldoen zijn: integriteit, objectiviteit, deskundigheid en zorgvuldigheid, geheimhouding en professioneel gedrag.
Een aangepaste versie van de gedragscode, de Verordening Gedrags- en Beroepscode Accountants (VGBA), staat binnen de NBA momenteel ter discussie.
Met betrekking tot het toezicht is de Wta (Wet toezicht accountantsorganisaties) ingevoerd. Accountantsorganisaties die wettelijke controles (op OOB's) willen uitvoeren, zullen een vergunning moeten aanvragen bij de Autoriteit Financiële Markten (AFM). De eisen om een vergunning te krijgen zijn vrij hoog en het aantal aanvragen is dan ook beperkt gebleven (700) vergeleken bij het totaal aantal accountantskantoren (circa 2000). Met name op het gebied van de interne organisatie en kwaliteitsbeheersing binnen het kantoor zijn voorschriften gedefinieerd.